# Bibiano Zapirain
Bibiano Zapirain (Tomás Gomensoro, 2 de dezembro de 1919 - Bogotá, 2 de dezembro de 2000) foi um antigo futebolista uruguaio.

## Biografia
Foi um dos mais afamados atacantes uruguaios dos anos 40. Começou a jogar pelo clube amador Colón, de sua cidade natal, e com 18 anos disputa o Torneo del Litoral pela seleção do departamento de Artigas. Em 1939 atravessa a fronteira norte e tem uma fugaz passagem pelo Grêmio Esportivo Bagé. Em 1940 chega ao Nacional, um dos grandes do futebol uruguaio, e disputa 7 temporadas seguintes pelo tricolor de Montevidéu ao lado de goleadores como Luis Ernesto Castro, Aníbal Ciocca, Atilio Garcia e Roberto Porta, vencendo 4 campeonatos uruguaios nesse período (1941,1942,1943 e 1946). Ainda conquista com a seleção uruguaia a Copa América, então denominada Campeonato Sul-Americano de Seleções em 1942, no certame realizado em Montevidéu, e no qual Zapirain marcou o gol da vitória contra os argentinos, diante de 70.000 espectadores no Estádio Centenário, gol que deu o título aos orientais.
Jogava como ala-esquerda , mas havia iniciado a carreira como atacante . Dotado de força física e boa qualidade técnica seus atributos principais era a velocidade na corrida e o chute potente e preciso.
Em  1946,  foi para a Itália, onde defendeu a Internazionale de Milão, que adquiria o passe de outros sul-americanos: os argentinos Bovio e Cerioni e os também uruguaios Volpi e Pedemonti. Esse quinteto de jogadores entrou para a história da equipe neroazzura de forma negativa e foi apelidado de I cinque bidoni (Os cinco enganadores) pelo rendimento decepcionante , mas Zapirain consegue se salvar das pesadas críticas da tifoseria e da imprensa milanesa apesar da sua fama de inveterado jogador de bilhar. Em 58 partidas pela Internazionale, Zapirain marcou 18 gols, e em 1949 está de volta ao Uruguai.
Em 1950, estava na equipe do Nacional que conquista o campeonato uruguaio no mesmo ano que a Celeste Olímpica vence a Copa do Mundo de 1950 disputada no Brasil. Depois tem uma fugaz passagem pelo Cúcuta Deportivo da Colômbia. Em 1952, disputa sua última temporada pelo Nacional, conquistando mais um campeonato uruguaio, totalizando seis com a camisa tricolor.
Em 1953, Zapirain deixa definitivamente o Uruguai jogando primeiramente no Loyola SC, da Venezuela e depois voltando e radicando-se na Colômbia onde ainda atua pelo Millonarios e pelo Independiente Santa Fe.
Zapirain faleceu em 2 de dezembro de 2000, dia em que completaria 81 anos.